# 82式水桶車
82式水桶車（德語：Volkswagen Type 82 Kübelwagen）是德國軍隊在第二次世界大戰廣泛採用的軍用車輛，地位等同美軍吉普車，設計者是有名的斐迪南·保時捷，由福斯汽車廠生產。
當1933年希特勒上台作為德意志第三帝國元首後，他構想要有一種可以大量生產的軍用車，於是把此任務交給保時捷負責設計。

## 設計

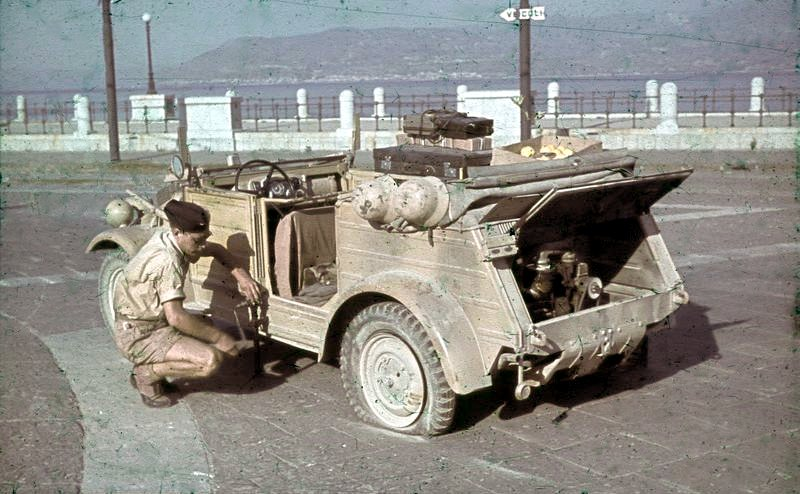
82式水桶車的風冷式發動機在車尾

保時捷在設計此車時採用了同是他設計的金龜車的設計，於是此車也採用一個在車尾的風冷式發動機作動力，去推動一對車後輪，車身以簡單的直線為主以方便大量生產，車身兩側各有兩道車門，車門鉸鍊在中間B柱，因此前門向前打開而後門向後打開，備用輪胎被放在車頭的斜面，車頂如同吉普車是可折起的金屬骨架再蓋上帆布，底盤由一條半管狀主樑和衝壓鋼板組成，四個車輪採用獨立彈簧作為懸掛系統，座艙可坐四人，在前方左側的駕駛位和右側的乘客位皆為獨立座位而後方為一整個沙發，在座位下方還有空間可存放雜物。
1938年11月製造出樣車並命名為VW62，但測試顯示其越野能力不足，於是把底盤昇高了50公釐並改名為VW82，1940年投產，於是82式水桶車誕生。

## 實戰

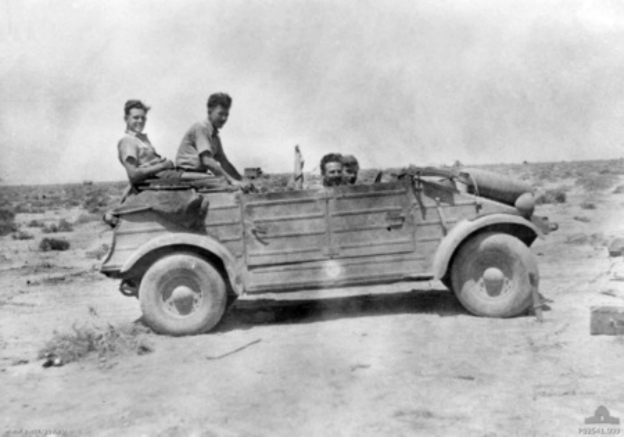
在北非的82式水桶車

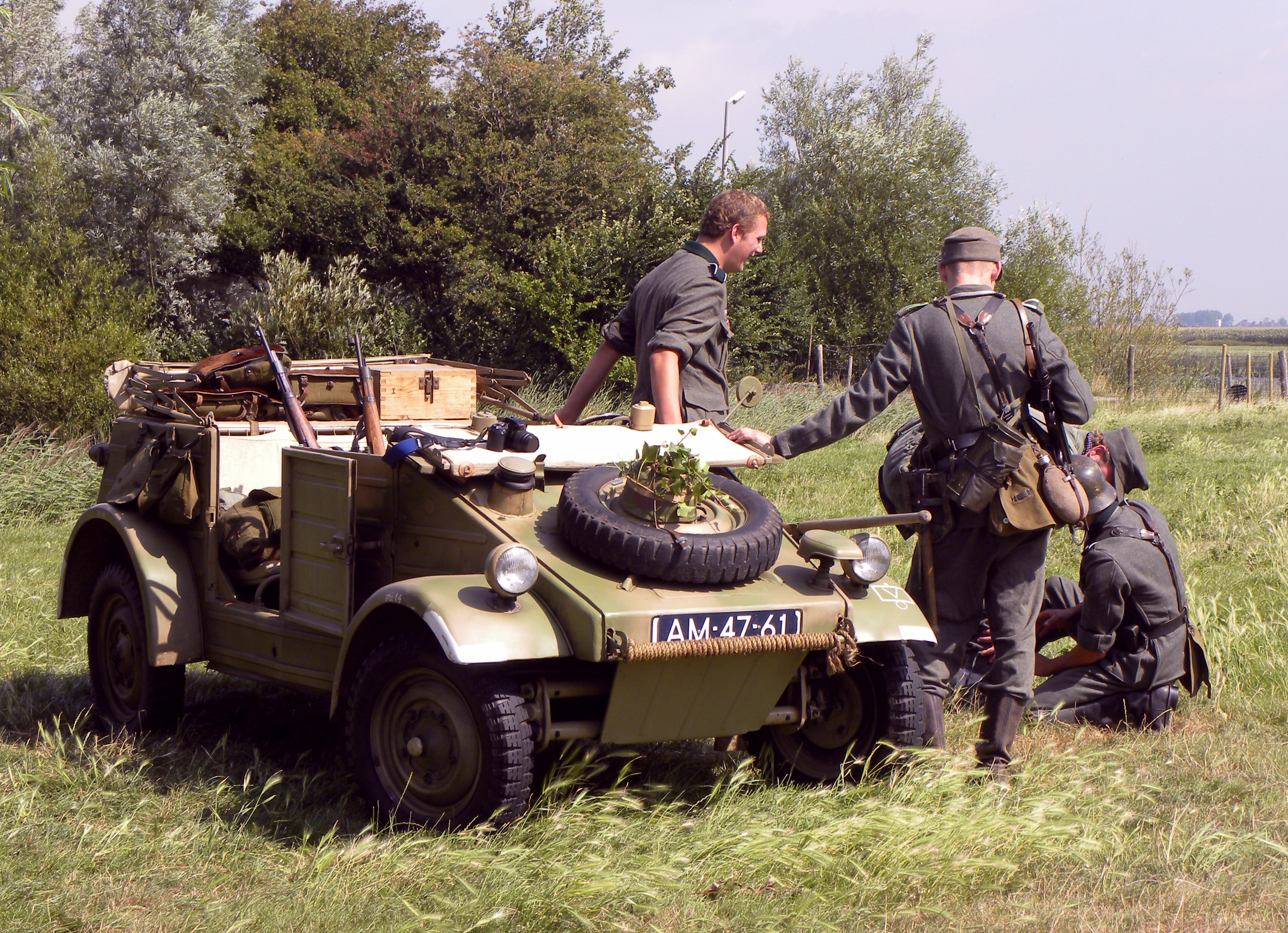
二戰重演活動的82式水桶車

82式水桶車在1939年少量試用於對波蘭的戰爭當中，1940年全面投產後用於德軍各戰區，作為偵察車和軍官用車甚至救護車，例如在北非，82式以其風冷式發動機在沙漠的環境表現較為可靠，從而得到隆美爾指揮下的非洲軍團士兵喜愛，實戰當中82式可加上一挺MG34通用機槍甚至反坦克火箭筒，令此小車變成機動靈活的火力平台，乘員也會為它加上裝甲去加強保護乘員安全

## 使用國家
- 納粹德國

## 流行文化
- 在2002年推出的電腦遊戲戰地風雲1942，當中選擇做德軍的玩家可以使用82式水桶車
- 在2018年推出的戰地風雲5中出現